# 省試
省試（しょうし）は、中国の唐代・宋代の科挙中の試験であり、尚書省で行われた試験であったので、こう呼ばれた。また、貢挙とも称された。
挙人（郷貢進士）は、各州より推薦を受け、国都に至って、尚書省で省試を受験した。唐代では、その試験官は吏部考功員外郎であった。玄宗朝以後、礼部侍郎が管轄した。貢挙の別名により、試験官を知貢挙とも称した。
宋代には、知貢挙には、著名な文人が任命されるようになり、必ずしも礼部侍郎が当たることはなくなった。それでも、旧称に従って礼部試と呼ばれた。